# Wójtostwo w Bystrzycy Kłodzkiej

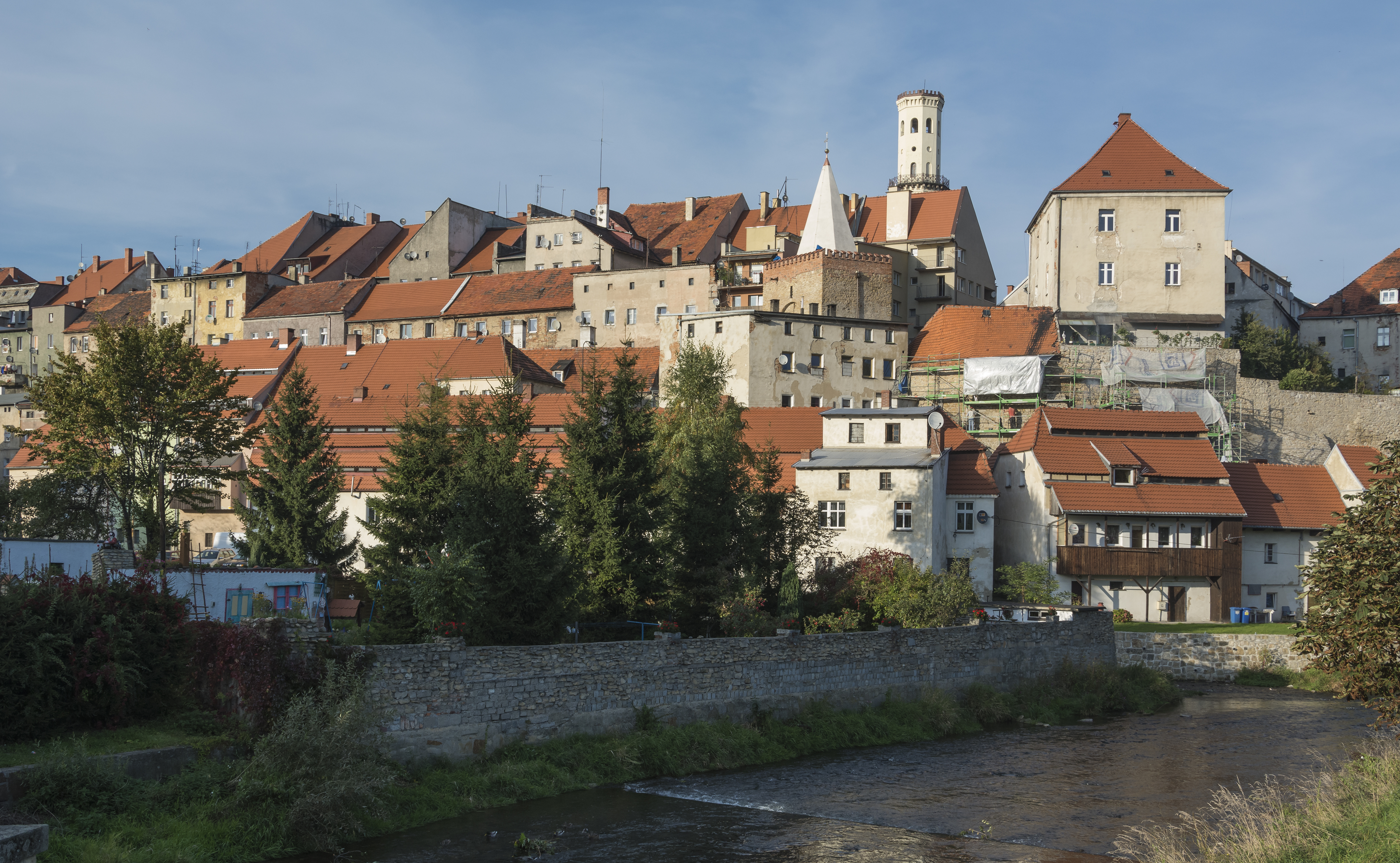
Bystrzycka starówka i wójtostwo

Wójtostwo w Bystrzycy Kłodzkiej – pozostałość po warownej wieży, wzniesionej na początku XIV w. W przeszłości budowla wchodziła w obręb murów miejskich i pełniła funkcje obronne, obecnie jest to budynek mieszkalny.  

## Historia
Czworoboczna wieża została wzniesiona na początku XV w. na wzniesieniu w sąsiedztwie Bramy Wodnej. Zachował się dokument wydany przez króla Jana I Luksemburskiego, zawierający podziękowanie dla wójta J. Ruckera za wniesienie jej własnym kosztem. Początkowo wieża miała 90 stóp wysokości, w szczycie miała blankowania, a od pozostałej zabudowy miasta była oddzielona ziemnym wałem i fosą. W roku 1533 budowla została sprzedana jednemu z mieszczan, a w roku 1555 ponownie przeszła na własność miasta. W czasie wojny trzydziestoletniej były w niej mieszkania dla oficerów i żołnierzy, a w roku 1776 została zakupiona przez podskarbiego Davida Ehrenberga. Wtedy też obniżono wieżę o około 10 łokci (dwie kondygnacje), równając ją w ten sposób z sąsiadującymi budynkami. W takiej formie budowla dotrwała do czasów obecnych.

Decyzją wojewódzkiego konserwatora zabytków z dnia 24 lutego 1964 obiekt został wpisany do rejestru zabytków.

## Architektura
Obecnie wójtostwo jest budowlą murowaną z kamienia i cegły, czworoboczną, trzykondygnacyjną, wzniesioną na planie zbliżonym do kwadratu. Ściany są gładko tynkowane, a całość jest nakryta dachem czterospadowym. Obecny kształt wójtostwa nie uległ zbytniej zmianie od ostatniej osiemnastowiecznej przebudowy. W pomieszczeniach przyziemia i parteru zachowały się sklepienia kolebkowe z lunetami, krzyżowe i stropy belkowe. Piwnice mają dwie kondygnacje, z których niższa jest wykuta w skale. Budowla posiada cechy architektury średniowiecznej, takie jak wąskie, rozglifione okna strzelnicze i ostrołukowy portal z fasetą. Obecnie budynek pełni funkcje mieszkalne.

## W kulturze
Budynek został uwieczniony w kadrze filmu Nikt nie woła.

## Galeria

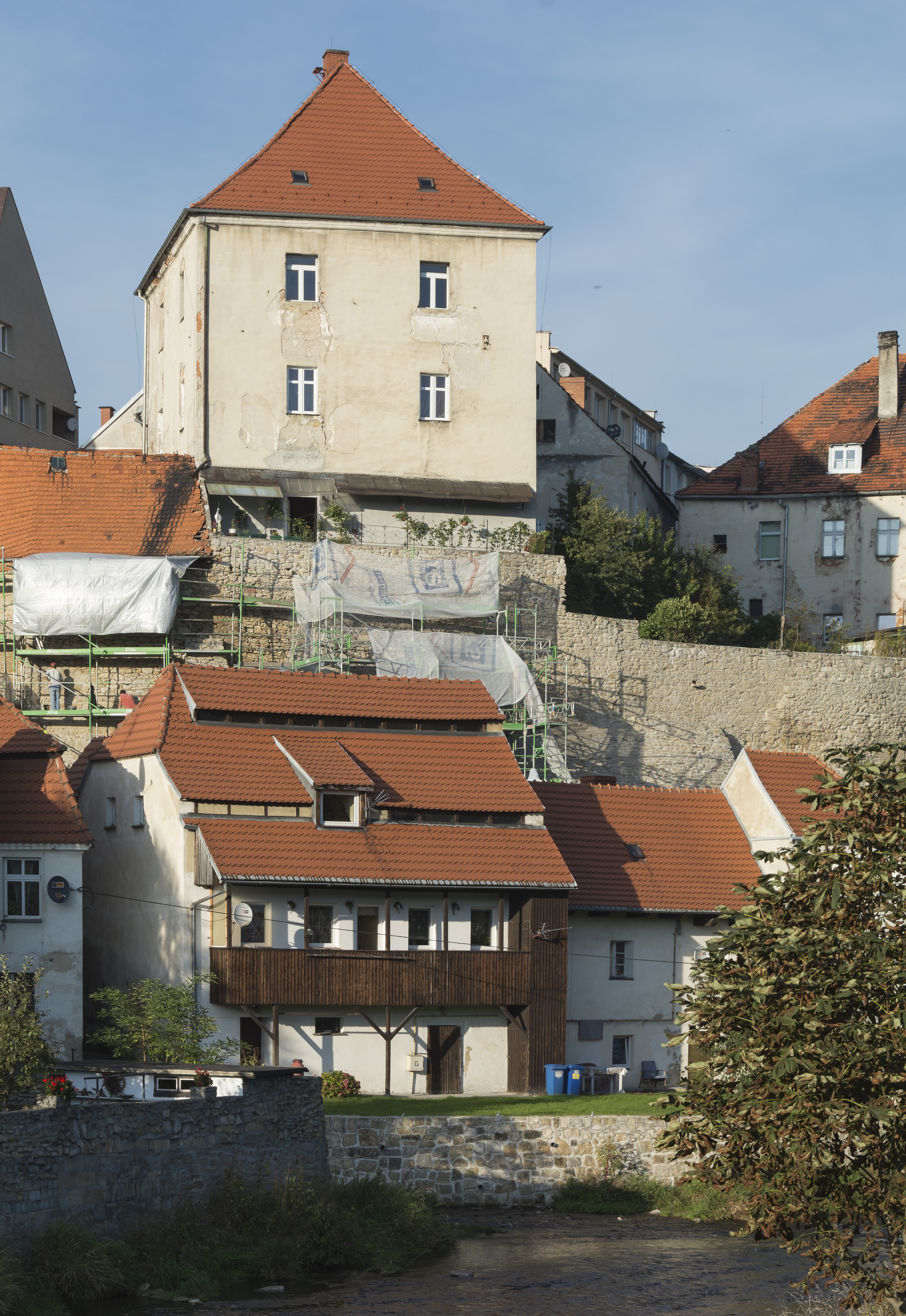
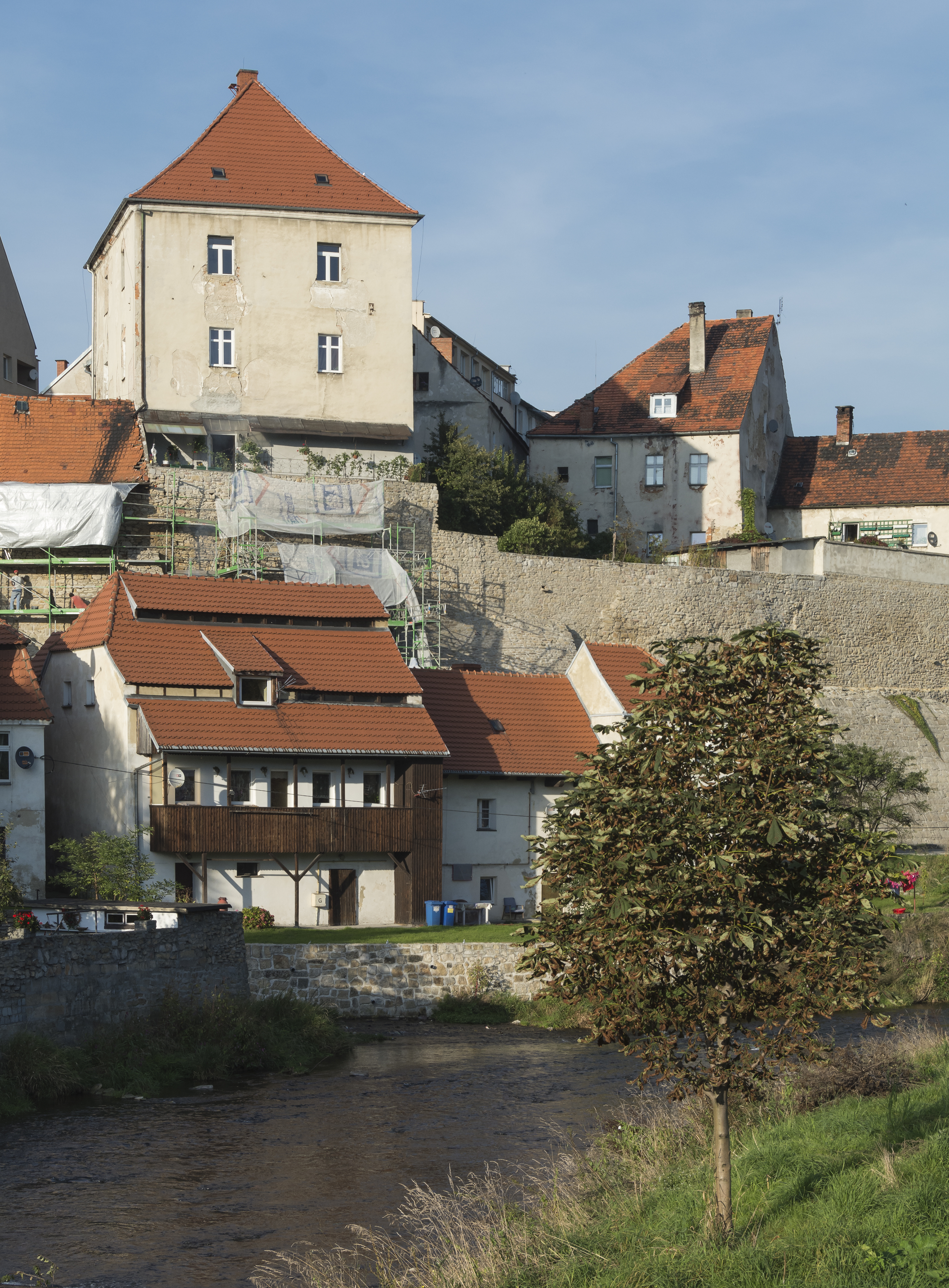
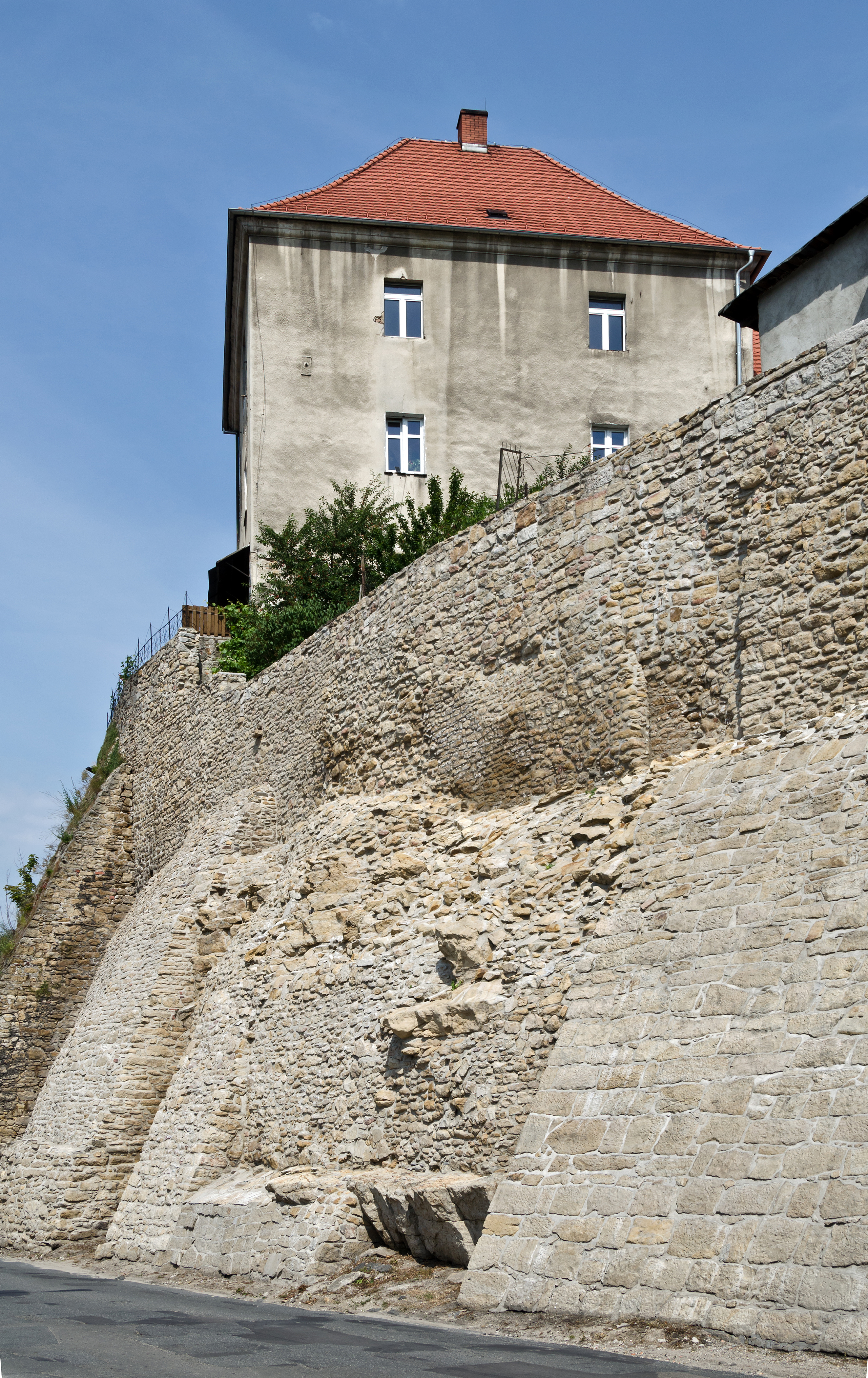
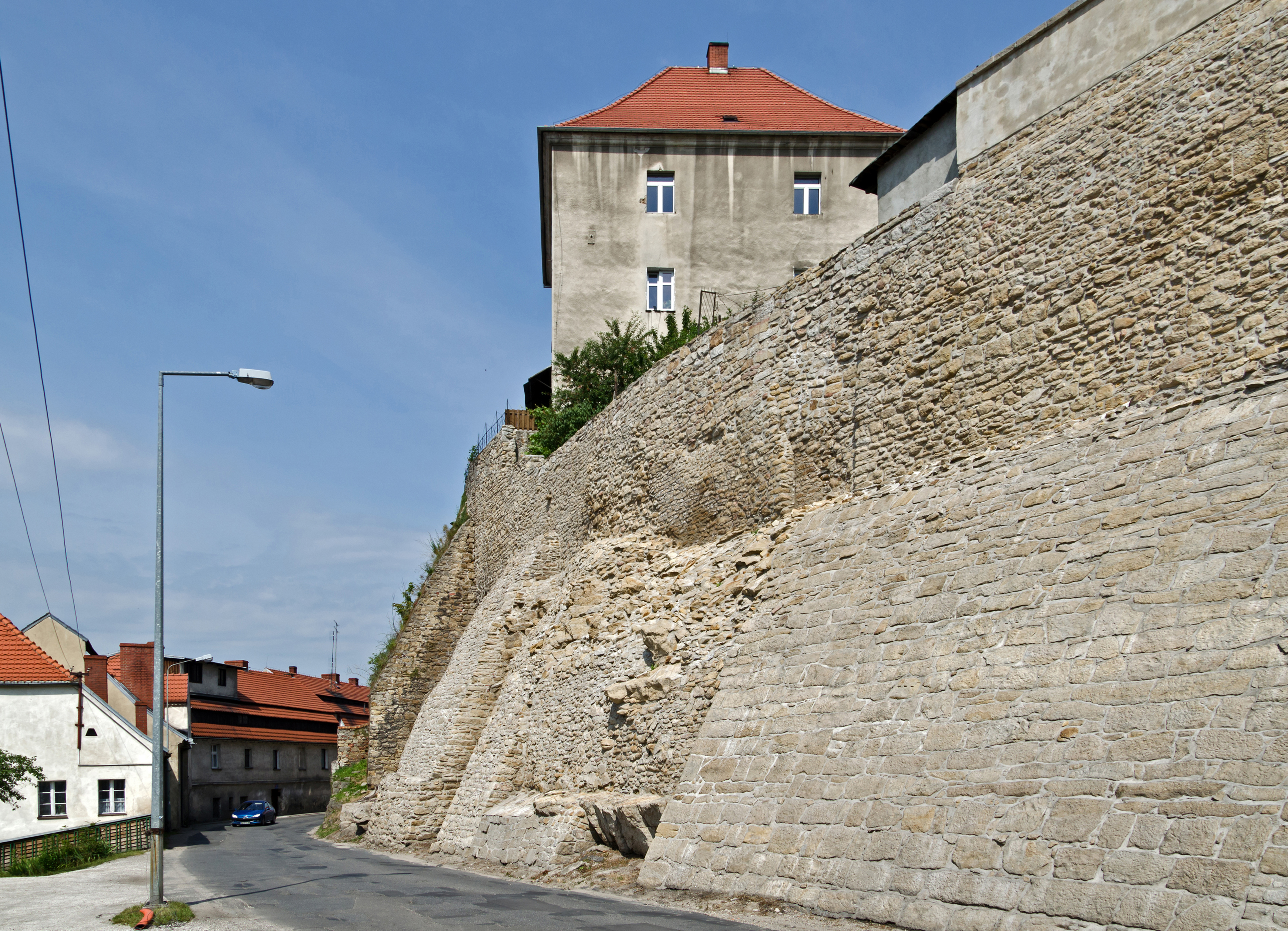
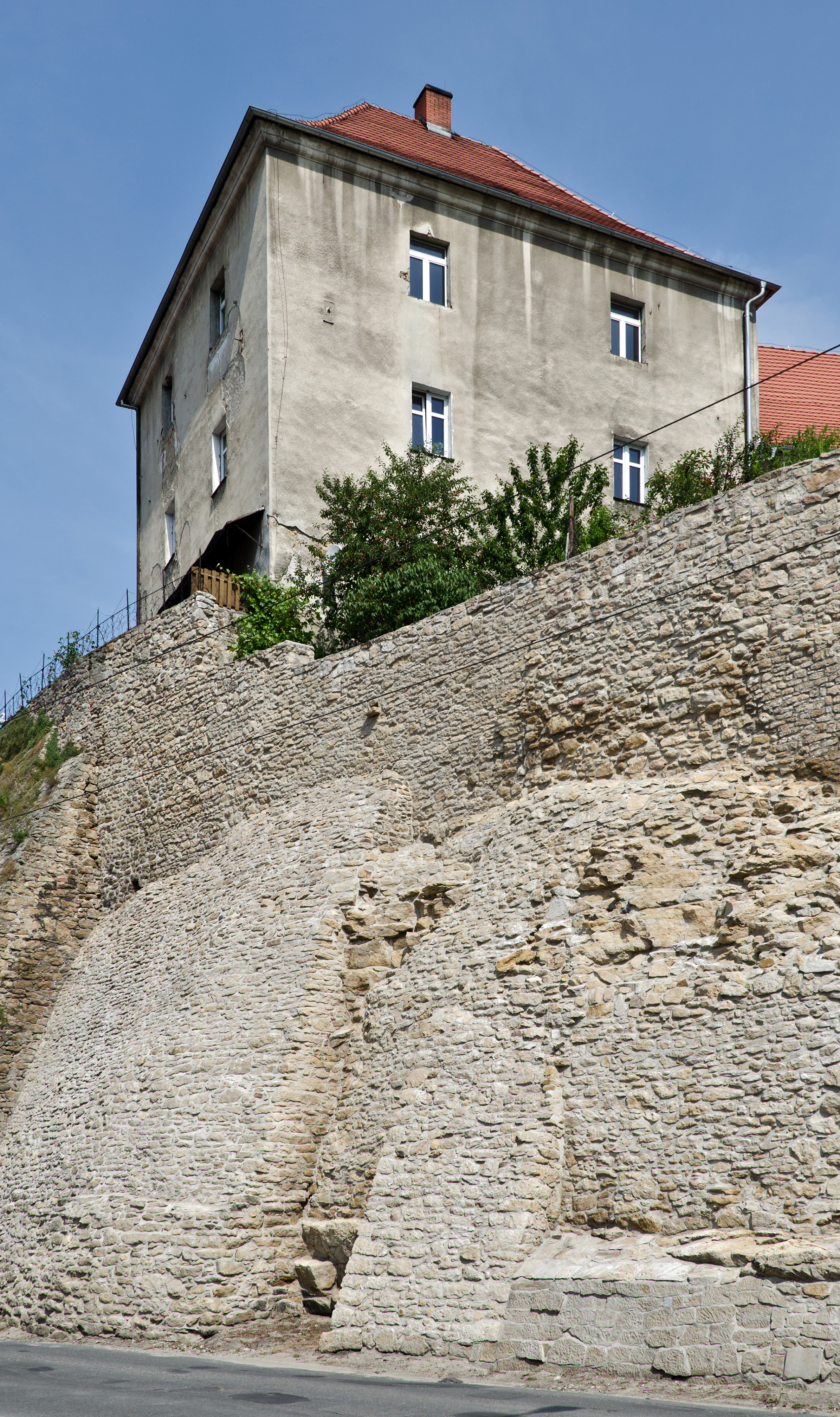
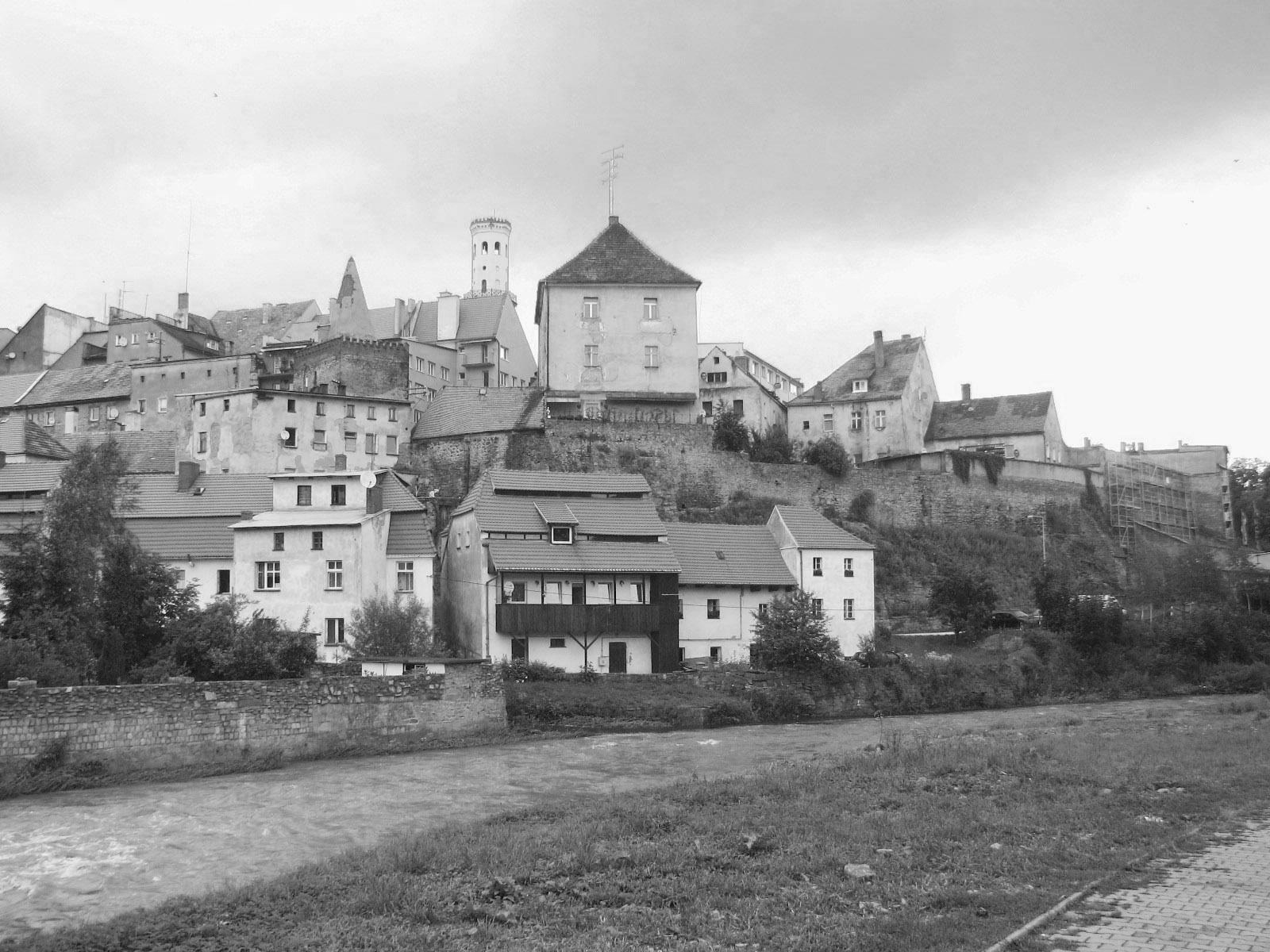
Wójtostwo w filmie Nikt nie woła